# Новые индустриальные страны
Новые индустриальные страны (НИС) — группа развивающихся стран, в которых за последние десятилетия произошёл качественный скачок социально-экономических показателей. Экономика этих стран за короткий срок совершила переход от отсталой, типичной для развивающихся стран, к высокоразвитой.
Исходные новые индустриальные страны:
- НИС «первой волны»[1][2]: Гонконг, Республика Корея, Сингапур, Тайвань (их ещё называют «4 азиатских тигра» или «4 азиатских дракона»); из латиноамериканских стран сюда относят Аргентину, Бразилию и Мексику.

Новейшие индустриальные страны:
- НИС «второй волны»[1][2]: Индия, Малайзия[3], Таиланд[3], Чили;
- НИС «третьей волны»[2]: Индонезия[3], Турция;
- НИС «четвертой волны»[2]: Иран, Филиппины[3].

Перспективные индустриальные страны
из Группы одиннадцати:
- Нигерия, Египет, Пакистан, Бангладеш, Вьетнам[3].

Существует две основные модели НИС:
- Азиатская модель: развитие национальной экономики с преимущественной ориентацией на внешний рынок;
- Латиноамериканская модель: развитие национальной экономики с ориентацией на импортозамещение.

Общие черты новых и новейших индустриальных стран:
- демонстрируют самые высокие темпы экономического развития (8 % в год у НИС 1 волны);
- ведущей отраслью является обрабатывающая промышленность;
- главная визитная карточка — производство бытовой техники и компьютеров, одежды и обуви.
- экспортоориентированная экономика (Азиатская модель);
- активная интеграция (АТЭС, ЛАИ, МЕРКОСУР);
- образование собственных ТНК, не уступающих ТНК ведущих стран мира;
- большое внимание уделяется образованию;
- использование высоких технологий;
- привлекательны для ТНК вследствие дешевизны рабочей силы, обладания значительными сырьевыми ресурсами, развития банковского и страхового сектора